# 細流抄
『細流抄』（さいりゅうしょう）は、『源氏物語』の注釈書である。永正7年（1510年）から永正10年（1514年）の成立とみられる。『公条公聞書』、『源氏細流』、『源氏物語聞書』、『源氏物語抄』、『源氏物語注』、『源氏物語細流抄』、『細流』、『三条西家抄』、『三抄』、『帥源氏聞書』、『秘抄』などとさまざまな名称を持つ。

## 概要
三条西家系統の注釈書の一つである。『花鳥余情』とほぼ同じ分量の注釈書であるが、注釈している項目数はかなり多く一項目当たりの文章は少ない。注釈者の観点から出典考証を尽くすよりも本文の読解を尽くすことを重視したためであると考えられる。
成立については、三条西実隆の講義を受けた三条西公条による講義ノートともいうべき『源氏聞書』を、1510年（永正7年）8月17日に整理した二次本ともいうべきものが、現存する『細流抄』であると考えられてきた。細流抄には語句や場面について、「おもしろし」「あはれなり」といった評語的語句がしばしば書き加えられているが、これはそのためだとされた。しかし伊井春樹は、『源氏聞書』と『細流抄』との内容が大きく異なる事から、『細流抄』は『源氏聞書』とは別に三条西実隆が能登守護からの求めに応じて著したものであるとした。
注釈史に影響が強く、北村季吟の『湖月抄』は『細流抄』を多く引用し、萩原広道も「一ふしありて聞ゆる事も多く、ほかの抄よりはいたくまされることどもあり」と好評した。

## 写本
主要な写本として以下のようなものがある。
- 龍谷大学蔵本（三条西公条自筆稿本）
- 東北大学蔵本
- 学習院大学蔵本
- 内閣文庫蔵本
- 宮内庁書陵部蔵本
- 京都大学図書館蔵本

## 影印・翻刻
- 室松岩雄編輯本居豊穎ほか校訂『国文註釈全書 3 源氏細流抄』国学院大学出版部、1908年（明治41年）。
- 伊井春樹編『細流抄 内閣文庫本』桜楓社、1975年（昭和50年）。
- 伊井春樹編『源氏物語古注集成 7 細流抄  内閣文庫本』桜楓社、1980年（昭和55年）11月。
- 龍谷大学佛教文化研究所編集安藤徹責任編集『龍谷大学善本叢書 25 三条西公条　源氏物語細流抄 三条西公条自筆稿本 影印』思文閣出版、2005年（平成17年）3月。 ISBN 4-7842-1234-5
- 中野幸一編『九曜文庫蔵源氏物語享受資料影印叢書 1 細流抄  第一冊 桐壺 帚木 第二冊 空? 夕顔 第三冊 若紫 末摘花 第四冊 紅葉賀 花宴 葵』勉誠出版、2008年（平成20年）7月。 ISBN 978-4-585-00834-7
- 中野幸一編『九曜文庫蔵源氏物語享受資料影印叢書 2 細流抄 第五冊 賢木 花散里 第六冊 須磨 明石 第七冊 澪標 蓬生 関屋 絵合 第八冊 松風 薄雲 朝顔(槿) 』勉誠出版、2008年（平成20年）7月。 ISBN 978-4-585-00835-4
- 中野幸一編『九曜文庫蔵源氏物語享受資料影印叢書 3 細流抄 第九冊 少女 玉鬘 初音 第十冊 胡蝶 蛍 常夏 第十一冊 篝火 野分 行幸 藤袴(蘭) 第十二冊 真木柱 梅枝 藤裏葉』勉誠出版、2008年（平成20年）7月。 ISBN 978-4-585-00836-1
- 中野幸一編『九曜文庫蔵源氏物語享受資料影印叢書 4 細流抄 第十三冊 若菜 上 第十四冊 若菜 下 柏木 第十五冊 横笛 鈴虫 夕霧 第十六冊 御法 幻 匂宮 紅梅 竹河』勉誠出版、2008年（平成20年）7月。 ISBN 978-4-585-00837-8
- 中野幸一編『九曜文庫蔵源氏物語享受資料影印叢書 5 細流抄 第十七冊 橋姫 椎本 総角 第十八冊 早蕨 宿木 第十九冊 東屋 浮舟 第二十冊 蜻蛉 手習 夢の浮橋』勉誠出版、2008年（平成20年）7月。 ISBN 978-4-585-00838-5